# Миња Милетић
Миња Милетић (Београд, 26. јун 1980) српска је телевизијска водитељка, продуценткиња и новинарка. На телевизији Euronews Srbija води ауторску емисију „Директно са Мињом Милетић“.

## Биографија
Рођена је 26. јуна 1980. у Београду, где је завршила основну школу, као и Четрнаесту београдску гимназију, након чега је уписала Медицински факултет у Београду, где је и стекла звање доктора медицине, 2007. године. Определила се за рад у медијима уместо медицине.
Према сопственим речима, никада није зажалила што је лекарску професију заменила водитељском, ипак сматра да на неки начин, и „лепа реч и ведар дух“, којим обрадује све своје гледаоце, има лековити ефекат, те у шали каже да се њена данашња професија не разликује у смислу „хуманости“ од њеног основног позива, за који се школовала.
Водитељску каријеру је започела на РТС-у, и то на тада веома популарном Трећем каналу, али је након извесног времена напустила поменуту ТВ кућу, јер је добила ангажман на каналу ЈУ Инфо. Након гашења поменутог канала, она је са својих двадесет колега, прешла да ради као водитељка и новинарка на ТВ Политика. На поменутој ТВ кући Милетић  је водила информативну емисију "Дан", а након гашења ТВ Политике, радила је кратко време на ТВ Студио Б, а потом на ТВ Кошава, да би се на крају пребацила на ТВ станицу FOX, која је у то време имала националну фреквенцију (потоња Прва ТВ).
У 2010. године је добила понуду да пређе на РТВ Пинк, коју је и прихватила, и на којој је са колегом Владимиром Владом Станојевићем, све до 2014. године, уређивала и водила викенд издање јутарњег програма "Добро јутро: Миња и Влада".
У марту 2014. године, Миња је са РТВ Пинк прешла на кабловску телевизију Н1, где јој је припало да уређује и води јутарњи програм „Нови дан“ радним данима.
У јулу 2021. прелази на кабловски канал Euronews Srbija, на место извршне директорке програма и чланице програмског савета. Покреће и своју ауторску емисију.
У новембру 2022. године, Владан Заграђанин, сарадник министра спољних послова у Влади Републике Србије, поднео је кривичну пријаву за увреду против новинарке телевизије Euronews Srbija Миње Милетић. Тужба се односила на питања новинарке у емисији „Директно са Мињом Милетићем“ која је емитована на Euronews Srbija 10. новембра 2022. године а која је Заграђанин оценио увредљивим. Милетићева је 24. новембра 2022. током информативног програма изјавила: „Тражење одговора и на крају и истине од гостију може се учинити некада и непријатним. Верујем да је ово мала цена за слободу медија. Слобода говора и изражавања је један од основних стубова демократије. Euronews Srbija се такође огласила саопштењем и том приликом су изјавили: „Новинарством се бавимо непристрасно и без цензуре, а наше вести су засноване на чињеницама. Подржавамо наше новинаре у потпуности, и они свој посао обављају независно и слободно. Новинарима се мора дозволити да обављају свој посао и да извештавају без страха и непристрасно”.

## Приватни живот
Миња има млађу сестру Александру Милетић a која је пак била удата за познатог фудбалера „Црвене звезде“, Новака Мартиновића, са којим има и ћерку Ун, a са којим се развела.
Она се труди да своју приватност задржи за себе. Била је у вези српским политичарем Браниславом Пространом, који је један од лидера Српске напредне странке, али је њихова веза окончана 2012. године.
Двадесет и седмог децембра 2020, дошло је до контроверзи, када је установљено да је Милетић присуствовала приватној клупској журци са још десетак особа, коју је организовала водитељка ТВ Пинк, Сања Маринковић. Ова журка се наводно одвијала у време забране окупљања услед пандемије Ковид 19 (после 20 часова), те јој је присуствовало више од пет особа, колико генерално прописује републички кризни штаб — што је било пропраћено изразитофотографијама и коментарима на "Инстаграм" налогу саме Сање Маринковић, које је потом ауторка невешто уклонила. Милетић је у неутралном тону признала пропуст, али се није извинила јавности. У саопштењу за јавност, телевизија Н1 је инсистирала да њени новинари и службено и приватно морају поштовати епидемиолошке мере, јасно алудирајући да њени запослени то нису чинили.
По први пут је остала у другом стању 2019. године. Она је тада изјавила да је дошло време за паузу након 20 година рада на телевизији.
Увек се трудила да приватни живот сачува од јавности. Управо на свој рођендан, 26. јуна 2020. године, водитељка је постала мајка девојчице по имену Аника.

## Награде
Године 2013. освојила је награду за најстилизованију јавну личност на XXII Fashion Selection.

У новембру 2017. добитница је награде магазина Elle за ТВ лице године.